# Pałac w Pomianowie Dolnym
Pałac w Pomianowie Dolnym – wybudowany w początkach XVIII w. w Pomianowie Dolnym.

## Położenie
Pałac położony jest w Pomianowie Dolnym – wsi w Polsce, w województwie dolnośląskim, w powiecie ząbkowickim, w gminie Ziębice.

## Historia
Barokowy pałac przebudowano w XIX w. Obiekt jest częścią zespołu pałacowego, w skład którego wchodzi jeszcze park.